# ムスタファ・ゴルバル
ムスタファ・ゴルバル（阿: مصطفى غربال、英: Mustapha Ghorbal、1985年8月19日 - ) は、アルジェリア・オラン出身のサッカー審判員。

## 来歴
2011年にシャンピオナ・ナシオナル・ドゥ・プルミエール・ディヴィジオン(アルジェリア1部リーグ）の審判員としてデビュー。2014年から国際サッカー連盟 (FIFA) の国際審判員として登録される。
2019年6月にポーランドで行われた2019 FIFA U-20ワールドカップでは、グループA・ポーランドvsコロンビア、グループB・イタリア対日本、準々決勝・コロンビア対ウクライナの3試合を担当。引き続いて、エジプトで開催されたアフリカネイションズカップ2019の審判団にも招聘され、グループC・コートジボワール対南アフリカ、グループA・ジンバブエ対コンゴ民主共和国、ラウンド16・ウガンダ対セネガル、準々決勝・セネガル対ベナンの4試合を担当した。同年12月にはカタールで開催されたFIFAクラブワールドカップ2019にも招集され、プレーオフ（開幕戦）のアル・サッド対ヤンゲン・スポールの試合を担当した。
翌2020年はCAFチャンピオンズリーグ決勝・アル・アハリ対アル・ザマレクの試合を担当。
2021年に入ると、6月にはカタールで開催された2021 FIFAアラブカップ予選・バーレーン対クウェートを担当。コロナ禍で2022年1月に延期となったアフリカネイションズカップ2021では開幕戦（グループA）のカメルーン対ブルキナファソとグループF・モーリタニアvsガンビアの2試合を担当。アラブ首長国連邦(UAE)で開催され、同じく2022年2月に延期となったFIFAクラブワールドカップ2021ではプレーオフ（開幕戦）のアル・ジャジーラ対ASピレーおよび5位決定戦のモンテレイ対アル・ジャジーラの2試合の主審、並びに決勝・チェルシー対パルメイラスの第4審を担当した。また、2022 FIFAワールドカップ・アフリカ予選では、3次予選（最終予選）のセネガル対エジプト第2戦を担当した。
2022年11月にカタールで開催される2022 FIFAワールドカップの審判リストには、アフリカサッカー連盟 (CAF) から選出された6人の主審の1人として名を連ねた。